# Randy Williams
Randy Williams (Estados Unidos, 23 de agosto de 1953) es un atleta estadounidense retirado, especializado en la prueba de salto de longitud en la que llegó a ser campeón olímpico en 1972.

## Carrera deportiva
En las Olimpiadas de Múnich 1972 ganó la medalla de oro en salto de longitud, con un salto de 8.24 metros, por delante del alemán Hans Baumgartner y de su paisano estadounidense Arnie Robinson.
Cuatro años después, en los JJ. OO. de Montreal 1976 ganó la medalla de plata en el salto de longitud, con un salto de 8.11 metros, quedando en el podio tras su compatriota Arnie Robinson (oro con 8.35 metros) y por delante del alemán Frank Wartenberg (bronce con 8.02 m).